# 王兆 (元朝)
王兆，坚州（今山西省繁峙县东南）人，蒙古帝国将领。
王兆在王明、王兆、王昇、王斌四兄弟中排行第二，長兄王明早亡。王兆年轻时为軍吏，非所好，離去，跟随各地豪俠交游。排難解紛，得到人们的信服。
1217年（興定元年、丁丑），蒙古軍包围雁門，游兵至坚州，金朝官吏弃城逃走。城内之人推戴王兆、劉会为首領，计划在南山柵险自保。王兆认为无法抵御蒙古，于是和劉会十数人前往蒙古軍营，持牛酒，献攻取之策。蒙古軍指揮官任命王兆为左监军，刘会为军事判官。
因王兆投降，蒙古尽还所俘坚州人。監国公主阿剌海别吉命他担任昭武将軍、堅州左副元帥。華北被蒙古軍蹂躏，王兆招集流民，劝课农桑。在职二十年，威惠大行。1241年（辛丑）朝議定官制，州郡武職多被改置，王兆以高龄引退，八十岁去世。
王兆三弟王昇在家務教育子弟，大家称呼他为三翁。王兆四弟王斌善騎射，作为王兆的心腹。五台山盗賊起事，王斌捕首魁有功績。
王兆的子辈以「⺩」旁命名。王兆四子：王喜、王玘、王瓘、王瓊，王昇四子王瑛、王瑞、王瑜、王珎，王斌一子王璠。王玘官至权堅州軍民次官、王瓘早逝。妻子田氏貞節，以孝行聞名，被朝廷旌表。
王兆孫辈以「仲」字命名。王玘之子王仲宝、王仲文、王仲□、王仲良、王仲让，王瓘之子王仲实、王伸亨、王仲元，王瓊之子王伸通、王仲敏，王瑛之子王仲威、王仲安、王仲可，王瑞之子王仲秀、王仲慶、王仲山，王瑜之子仲簡，王珎之子王仲福、王仲禄、王伸荣、王仲昌，王璠之子王仲祥。